# 제1차 국제 생디칼리스트 대회

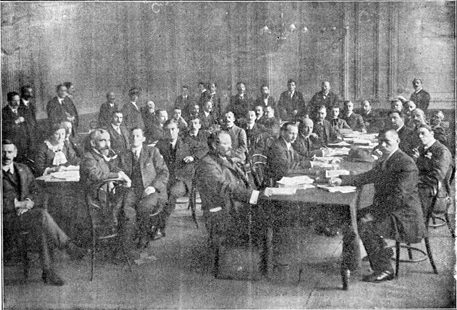

제1차 국제 생디칼리스트 대화(영어: First International Syndicalist Congress)는 1913년 9월 27일에서 10월 2일까지 런던 홀본 공회당에서 유럽과 라틴아메리카 제국(諸國)의 생디칼리스트 조직들이 회동한 회의였다. 네덜란드 전국노동서기국(NAS)와 영국 산업신디컬리스트교육동맹(ISEL)의 제안으로 전세계 12개국의 생디칼리슴 성향 노조 및 지지단체들이 런던에 모였다. 그러나 당대 최대의 생디칼리스트 조직이었던 프랑스 노동총연맹(CGT)은 참석하지 않았다.
전술과 원칙의 제문제에 대한 열띤 논쟁이 있었고, 대부분 의견일치에 이르지 못했다. 그러나 여러 조직 사이의 교류와 연대의 수단으로서 국제생디칼리스트정보사무국(ISIB)을 설립하고 그 기관지로 『국제 생디칼리스트 운동 회보』를 창간해 소통한다는 점은 합의에 이르렀다. 대회에 참여한 거의 모두가 이 대회를 성공적인 대회라고 평가했다.